# Corythalia barbipes
Corythalia barbipes är en spindelart som först beskrevs av Cândido Firmino de Mello-Leitão 1939.  
Corythalia barbipes ingår i släktet Corythalia och familjen hoppspindlar. Inga underarter finns listade i Catalogue of Life.